# WFO Plant List
World Flora Online Plant List (сокр. WFO Plant List либо WFOPL, с англ. — «Список растений Мировой флоры онлайн») — наиболее полный и авторитетный электронный список номенклатуры современных (неископаемых) таксонов, относящихся к различным ботаническим отделам царства растений. Ресурс создан и поддерживается глобальным сообществом экспертов по классификации растений в рамках международного проекта World Flora Online под эгидой ООН. Список генерируется на основе постоянно обновляемой базы данных сайта WFO дважды в год, в дни летнего и зимнего солнцестояния 21 июня и 21 декабря, более ранние версии архивируются. По состоянию на середину 2025 года актуальной версией является список на 21 июня 2025 года, доступны также версии от декабря 2024г., июня 2024 г., декабря 2023 г., июня 2023 г., декабря 2022 г., июня 2022 г., декабря 2021 г., мая 2019 г., марта 2019 г., июля 2018 г.
Базовым рангом таксонов в Списке растений Мировой флоры онлайн является ботанический вид. Авторы ресурса не стремятся к включению в него инфравидовых наименований (подвиды, разновидности, формы и т. п.), сохраняя лишь те, которые ранее фигурировали в качестве самостоятельных видов, а теперь считаются устаревшими синонимами. В качестве классификаций высокого уровня (семейства и выше) в базе данных используются следующие:
- для цветковых растений (часть клады сосудистые растения) — APG IV
- для голосеменных растений (часть клады сосудистые растения) — Christenhusz, M.J.M. et al. A new classification and linear sequence of extant gymnosperms (англ.) // Phytotaxa : журнал. — 2011. — Vol. 19. — P. 55—70. — doi:10.11646/phytotaxa.19.1.3.
- для папоротников и родственных растений (сосудистые споровые растения) — The Pteridophyte Phylogeny Group (PPG I). A community-derived classification for extant lycophytes and ferns (англ.) // Journal of Systematics and Evolution : журнал. — 2016. — Vol. 54. — P. 563–603. — doi:10.1111/jse.12229.
- для настоящих мхов (мохообразные) — Goffinet, B., W.R Buck & A.J. Shaw. Morphology and classification of the Bryophyta 2nd edition (англ.). — Cambridge University Press, 2008. — P. 55–138. — ISBN 9780521693226.
- для антоцеротовых и печёночных мхов (антоцеротофиты и печёночники) — Söderström, L. et al. World checklist of hornworts and liverworts (англ.) // PhytoKeys : журнал. — 2016. — Vol. 59. — P. 1–828. — doi:10.3897/phytokeys.59.6261.

WFO Plant List содержит accepted names — научные (латинские) «принятые названия» (встречаются также переводы «признанные названия», «подтверждённые названия», «действительные названия»), для каждого из которых приведён список синонимов, обозначенных символом Ⓢ, а также unplaced names (символ Ⓤ) — «названия, имеющие неопределённое положение»: такой статус присваивается тем таксонам, которые либо ожидают подтверждения классификации со стороны экспертов по номенклатуре, либо относительно которых отсутствует консенсус среди таковых. Встречается также обозначение Ⓓ (deprecated — «устаревший») для сохраненных в базе данных наименований, использование которых по тем или иным причинам не рекомендуется. Версия от июня 2025 года содержит 452 050  принятых названий таксонов растений различного ранга (+ 1 346 к предыдущей версии от декабря 2024г.) из которых 380,801 уникальных видов (+ 561 к предыдущей версии от декабря 2024г.)
WFO Plant List является очередным поколением базы данных на основе The Plant List, с дружественным интерфейсом и статичным списком растений, пригодным для цитирования.